# Barragem de Valdecañas
A barragem de Valdecañas (embalse de Valdecañas, em espanhol) é um reservatório no rio Tejo. Começa no município de El Gordo e termina na barragem de Valdecañas, em Belvís de Monroy, na província de Cáceres, Espanha. Sua bacia possui área de 36.540 km2 com vazão média anual de 4.054 hm³.

## História

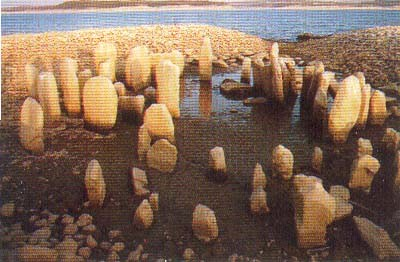
Anta de Guadalperal

A construção do projeto do reservatório foi iniciada em 1957 e concluída em 1964.
Sob suas águas há um sítio da Idade do Bronze com um dólmen que emerge quando as águas baixam  O complexo megalítico do dólmen de Guadalperal também é chamado de Stonehenge espanhol por sua semelhança com o cromeleque de Stonehenge, um monumento megalítico localizado perto de Amesbury, no condado de Wiltshire, na Inglaterra.

## Uso da terra
Em 2014, a demolição de um complexo turístico conhecido como Isla de Valdecañas foi ordenada pelo El Tribunal Supremo, o Supremo Tribunal da Espanha. Este complexo foi construído dentro da albufeira, na área da rede Natura 2000.